# Stéphanie Gbogou
Stéphanie Gbogou, née le 9 mai 1995 à Lobakuya en Côte d'Ivoire, est une footballeuse internationale ivoirienne évoluant au poste d'attaquante à l'Al-Amal.

## Biographie
Stéphanie Gbogou commence le football au Awané FC à Daloa (Côte d'Ivoire). Elle rejoint ensuite l'AS Reine du Yatenga au Burkina Faso pendant trois ans, puis l'USFA. Trois ans plus tard, elle signe aux Malabo Kings en Guinée Équatoriale, avec qui elle dispute la Ligue des champions africaine en 2021. Elle atteint les demi-finales (défaite aux tirs au but face aux futures championnes, les Mamelodi Sundowns).
En août 2022, elle rejoint l'ASJ Soyaux en Division 1. Elle inscrit son premier but lors de la 2e journée face à l'Olympique lyonnais.

## Palmarès
Malabo Kings
- Tournoi de l'UNIFFAC (1)
  - Vainqueur en 2021